# Клей-Сіті (Кентуккі)
Клей-Сіті (англ. Clay City) — місто (англ. city) в США, в окрузі Повелл штату Кентуккі. Населення — 1193 особи (2020).

## Географія
Клей-Сіті розташований за координатами 37°51′38″ пн. ш. 83°55′46″ зх. д. / 37.86056° пн. ш. 83.92944° зх. д. (37.860655, -83.929534).  За даними Бюро перепису населення США в 2010 році місто мало площу 2,45 км², з яких 2,31 км² — суходіл та 0,15 км² — водойми. В 2017 році площа становила 2,90 км², з яких 2,74 км² — суходіл та 0,15 км² — водойми.

## Демографія
Згідно з переписом 2010 року, у місті мешкало 1077 осіб у 456 домогосподарствах у складі 276 родин. Густота населення становила 439 осіб/км².  Було 513 помешкання (209/км²).
Расовий склад населення:
| - 97,2 % — білих - 0,4 % — вихідців з тихоокеанських островів - 0,1 % — корінних американців - 0,1 % — азіатів - 1,2 % — осіб інших рас |

До двох чи більше рас належало 1,0 %. Частка іспаномовних становила 2,0 % від усіх жителів.
За віковим діапазоном населення розподілялося таким чином: 23,0 % — особи молодші 18 років, 62,4 % — особи у віці 18—64 років, 14,6 % — особи у віці 65 років та старші. Медіана віку мешканця становила 37,4 року. На 100 осіб жіночої статі у місті припадало 94,4 чоловіків;  на 100 жінок у віці від 18 років та старших — 89,3 чоловіків також старших 18 років.
Середній дохід на одне домашнє господарство  становив 24 351 долар США (медіана — 16 250), а середній дохід на одну сім'ю — 30 746 доларів (медіана — 21 685). Медіана доходів становила 34 125 доларів для чоловіків та 20 682 долари для жінок. За межею бідності перебувало 52,7 % осіб, у тому числі 61,3 % дітей у віці до 18 років та 42,0 % осіб у віці 65 років та старших.
Цивільне працевлаштоване населення становило 298 осіб. Основні галузі зайнятості: виробництво — 26,2 %, мистецтво, розваги та відпочинок — 16,4 %, роздрібна торгівля — 15,8 %.